# Romersk akvædukt
De romerske akvædukter findes mange steder i verden. En romersk akvædukt er en bygning til transport af vand; også en bro, der leder vand over fx en dal. Ordet akvædukt kommer af det latinske aquaeductus (aqua = vand, ducere = lede). Romernes akvædukter blev fortrinsvis brugt til at føre ferskvand ind til byer fra kildespring eller søer i omegnen.
Hovedstaden Tunis bruger stadig en gammel romersk akvædukt. Den længste af romernes akvædukter løb de 132 km fra Djebel Zaghouan i Tunesien til Karthago. Kölns vandforsyning blev ført i akvædukt de henved 100 km fra Nettersheim-området i Eifel. Det antikke Köln var sikret en daglig forsyning på ca 20.000 kubikmeter friskt kildevand = 200 l pr. sekund. Det meste er gået til byens badeanlæg og en del til at holde virksomheder og fontæner i gang.
I vore dages Rom bruges kun Aqua Virgo, der leder frem til Trevi-fontænen.